# Апостольський вікаріат
Апостольський вікаріа́т (лат. Vicariatus apostolicus) — територіальна одиниця Римо-католицької церкви, прирівняна до дієцезії. Апостольський вікаріат встановлюється на територіях, де поки не може бути сформована повноцінна дієцезія (Кодекс канонічного права, глава 371 § 1) і є тимчасовою структурою. Апостольські вікаріат утворюються на місіонерських територіях, часто утворюються з апостольських префектур.
Як правило, розвиток територіальної одиниці на території місіонерської йде за схемою:
Місія sui iuris — Апостольська префектура — Апостольський вікаріат — дієцезія.
Апостольський вікарій є єпископом, він управляє територією від імені Папи римського. При апостольському вікарії обов'язково створюється пастирський рада, що складається як мінімум з трьох священиків-місіонерів.
За даними на початок 2010 року в Католицькій церкві існують 85-му Апостольському вікаріат, з них в Південної та Центральній Америці — 42, в Азії — 20, в Африці — 21, по одному в Північній Америці та Європі.